# Henry Helson
Henry Berge  Helson (Lawrence, Kansas, 2 de junho de 1927 – 10 de janeiro de 2010) foi um matemático estadunidense, professor da Universidade da Califórnia em Berkeley,
Foi palestrante convidado do Congresso Internacional de Matemáticos em Nice (1970 - Cocycles in Harmonic Analysis).

## Publicações selecionadas
- «Proof of a conjecture of Steinhaus». Proc Natl Acad Sci U S A. 40 (3): 205–208. Março de 1954. PMC 527972. PMID 16589456. doi:10.1073/pnas.40.3.205
- «Conjugate series and a theorem of Paley». Pacific J. Math. 8 (3): 437–446. 1958. MR 0098952. doi:10.2140/pjm.1958.8.437
- com David Lowdenslager: «Prediction theory and Fourier series of several complex  variables». Acta Math. 99: 165–202. 1958. MR 97688. doi:10.1007/bf02392425
- «Conjugate series in several variables». Pacific J. Math. 9 (2): 513–523. 1959. MR 0107777. doi:10.2140/pjm.1959.9.513
- com David Lowdenslager: «Prediction theory and Fourier series of several complex  variables. II». Acta Math. 106: 175–213. 1961. MR 0176287. doi:10.1007/bf02545786
- Lectures on invariant subspaces. New York: Academic Press. 1964
- Harmonic Analysis. Reading, Mass.: Addison-Wesley. 1983; rev. 2nd edn, 1995, publ. Hindustan Book Agency and Helson Publishing Co.[3]
- com Farhad Zabihi: «A geometric problem in function theory». Illinois J. Math. 51 (3): 1027–1034. 2007. MR 2379736